# إديمار ريبيرو دا كوستا جونيور
إديمار ريبيرو دا كوستا جونيور (بالبرتغالية: Edimar Ribeiro da Costa Junior‏) المعروف باسم جونينيو (بالبرتغالية: Juninho‏) (ولد في 26 فبراير 1999 في أمارانتي، البرازيل) لاعب كرة قدم برازيلي يجيد اللعب في مركز المهاجم وبدرجة أقل الجناح الأيسر. يلعب حاليا لصالح النجمة البحريني معارا من سسكا صوفيا 1948 الرديف البلغاري للموسم 2022-2023.

## المسيرة الرياضية

### المنتخبات
تم استدعاء جونينيو لمنتخب البرازيل تحت 20 سنة لبطولة تولون 2017. ظهر لأول مرة كبديل في الشوط الثاني عن غابرييل نوفيس في الفوز 1-0 على إندونيسيا.

## إحصائيات

### الأندية
| النادي        | الموسم        | الدوري         | الدوري    | الدوري  | دوري الولاية | دوري الولاية | الكأس     | الكأس   | البطولة القارية | البطولة القارية | أخرى      | أخرى    | المجموعة  | المجموعة |
| النادي        | الموسم        | الدرجة         | المباريات | الأهداف | المباريات    | الأهداف      | المباريات | الأهداف | المباريات       | الأهداف         | المباريات | الأهداف | المباريات | الأهداف  |
| ------------- | ------------- | -------------- | --------- | ------- | ------------ | ------------ | --------- | ------- | --------------- | --------------- | --------- | ------- | --------- | -------- |
| سبورت ريسيفي  | 2016          | الدرجة الأولى  | 0         | 0       | 2            | 0            | 1         | 0       | –               | –               | 2         | 0       | 5         | 0        |
| سبورت ريسيفي  | 2017          | الدرجة الأولى  | 13        | 0       | 8            | 3            | 2         | 1       | 2               | 0               | 5         | 2       | 30        | 6        |
| سبورت ريسيفي  | 2018          | الدرجة الأولى  | 0         | 0       | 2            | 0            | 0         | 0       | –               | –               | 0         | 0       | 2         | 0        |
| سبورت ريسيفي  | 2019          | الدرجة الثانية | 4         | 0       | 7            | 1            | 1         | 0       | –               | –               | 0         | 0       | 12        | 1        |
| سبورت ريسيفي  | المجموع       | المجموع        | 17        | 0       | 19           | 4            | 4         | 1       | 2               | 0               | 7         | 2       | 49        | 7        |
| سيارا (إعارة) | 2018          | الدرجة الأولى  | 2         | 0       | 0            | 0            | 0         | 0       | –               | –               | 3         | 0       | 5         | 0        |
| المجموع الكلي | المجموع الكلي | المجموع الكلي  | 19        | 0       | 19           | 4            | 4         | 1       | 2               | 0               | 10        | 2       | 54        | 7        |

Notes
1. 1 2 3 4  Appearances in the بطولة بيرنامبوكانو  [لغات أخرى]‏
2. 1 2 3  Appearances in the كأس البرازيل
3. 1 2 3  Appearances in the Copa do Nordeste
4. ↑  Appearances in the كوبا سود أمريكانا